# Тен'о
Тен'о (яп. 天応 — тен'о, «у відповідність з Небесами») — ненґо, девіз правління Імператора Конін, 49-го Імператор Японії, з січня 781 по серпень 782 року .

## Походження назви
1 січня 781 року імператор змінив ненґо «Хокі» на «Тен'о» у зв'язку з появою чудових хмар на небі, які були розцінені як сприятливе знамення.

## Порівняльна таблиця
| Роки Тен'о              | 1    | 2    |
| Григоріанський календар | 781  | 782  |
| Китайський календар     | 辛酉 | 壬戌 |